# Operação Span (plano de engodo)
Durante a Segunda Guerra Mundial, a Operação Span foi uma operação de dissimulação militar aliada em apoio aos desembarques no sul da França em 1944.
Após os desembarques dos dragoons, embarcações de desembarque e outras embarcações anfíbias foram usadas para abordar prováveis áreas de desembarque em outras partes da costa sul da França e ao longo da costa italiana. Com o intuito de prevenir que as tropas alemãs fossem empregadas contra a cabeça de ponte. 